# Bugiardo!
Bugiardo! (Liar!), scritto anche Bugiardo, è un racconto fantascientifico scritto da Isaac Asimov. È il terzo racconto di Asimov sui robot positronici, in cui fa la sua prima comparsa il personaggio di Susan Calvin. Pubblicato per la prima volta nel maggio del 1941 sulla rivista Astounding Science Fiction, fa parte dell'antologia Io, Robot ed è stato incluso anche in altre raccolte di racconti di Asimov.
Nel 1969 questa breve storia venne adattata per un episodio della serie televisiva britannica Out of the Unknown dal titolo omonimo.

## Trama
A causa di un difetto di fabbricazione, viene creato un robot, RB-34 (Herbie), che ha la capacità di leggere i pensieri. Mentre gli scienziati stanno cercando di analizzare all'U.S. Robots and Mechanical Men cosa è successo e perché, il robot dice loro ciò che le altre persone stanno pensando. Ma la Prima Legge è ancora valida per questo robot e così mente deliberatamente quando necessario per evitare di danneggiare i loro sentimenti, in particolare riguardo al problema che stavano cercando di risolvere all'inizio, ovvero quello della sua creazione: nonostante Herbie sapesse quale processo aveva creato la sua facoltà, non poteva rivelarlo, perché avrebbe danneggiato l'orgoglio dei ricercatori che sarebbero stati surclassati da una macchina da loro creata. Tuttavia, mentendo, li sta danneggiando comunque. Susan Calvin, alla quale il robot aveva detto una bugia particolarmente dolorosa per lei, scoperte le menzogne di Herbie, lo accusa e l'automa, venendo a trovarsi in un conflitto logico irrisolvibile della Prima Legge, ha un blocco positronico totale.

## Temi principali
L'applicazione delle tre leggi della robotica è ancora una volta il tema principale in questo racconto, come in molte altre storie di Asimov, ma questa volta in termini di telepatia. L'ambiguità lessicale che viene analizzata in questo racconto è la definizione di danno, poiché il robot deve tenere in considerazione il danno psicologico così come quello fisico.
La storia è anche un sorprendente esempio precoce del tema does not compute: un'intelligenza artificiale che è incapace di risolvere una dissonanza cognitiva e perciò si autodistrugge.
Un altro robot telepatico chiamato R. Giskard Reventlov è stato introdotto successivamente da Asimov nel romanzo I robot dell'alba, che è ambientato così nel futuro rispetto a Bugiardo! che i suoi eventi vengono considerati mitologia.